# 福田会
社会福祉法人福田会（ふくでんかい）は、東京都渋谷区に本部を置き、児童養護施設やグループホームなどを運営する社会福祉法人である。

## 沿革
1876年、仏教諸宗派の幹部僧侶により、孤児や貧窮児童を収容する施設の建設協議が始まった。1879年、育児院設立を内務省に上願、東京市日本橋区茅場町の天台宗鎧島山智泉院に「福田会育児院」仮事務所を構え、孤児・貧窮児童の養育・里親委託事業を開始した。1889年、「上流夫人」を会員とする恵愛部を設置、部長に公爵毛利元徳の妻毛利安子を選任した。1898年、社団法人格取得。1899年、伏見宮邦家親王の第7王女文秀女王が総裁に就任。1910年、宮内省より御料地4500坪を無償借受、日本橋区から現在地に移転。1920年、外務省から日本赤十字社を通しての依頼で、ポーランド孤児375人の滞在を受け入れた。1921年、財団法人に組織変更。1927年、博恭王妃経子が総裁に就任。1945年5月、空襲により建物の約86％を焼失 。
1947年、財産税法施行に伴い敷地に賃借料発生。1950年代、復興計画を策定、関東財務局との国有地払い下げ交渉。1952年、社会福祉法人に組織変更。2003年1月、東京都内の財団法人に新たな医療・福祉施設の共同経営を持ちかけ3億円をだまし取ったとして、元理事長ら3人が詐欺容疑で警視庁に逮捕され、のち処分保留で釈放された。2011年7月、敷地の4割にあたる国からの有償借地1000坪について、300坪を返還し残り700坪を事実上無償譲受した。2013年1月、後援会が発足、会長に安倍昭恵が就任。2015年、公益財団法人社会貢献支援財団社会貢献表彰受賞。

## 運営施設
- 広尾フレンズ - 児童養護施設[12]。1879年「福田会育児院」発足、1948年養護施設「福田会東京本院」認可、2013年現名称に改称[2][12]。
- 宮代学園 - 福祉型障害児施設[12]。満18歳未満の知的障害児が入所する[12]。1959年認可、開設[7]。
- 宮代学園相談支援センター - 障害児・特定相談支援事業所[12]。
- グループホーム広尾 - 認知症高齢者グループホーム[12]。介護保険法に基づく「認知症対応型共同生活介護」施設[12]。2012年開設[2]。
- 広尾グリーンハウス - 都市型経費老人ホーム[12]。2012年開設[2]。
- 広尾てくてく - 第2種社会福祉事業放課後等デイサービス[12]。2014年開設[2]。
- 広尾ジョイワーク - 就労継続支援B型[12]。2015年開設[2]。